# Ostrokrzew

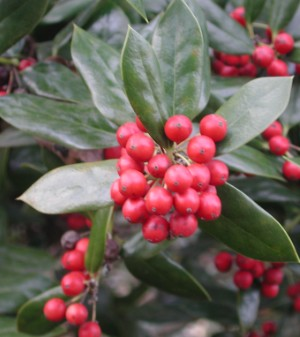
Ilex cassine

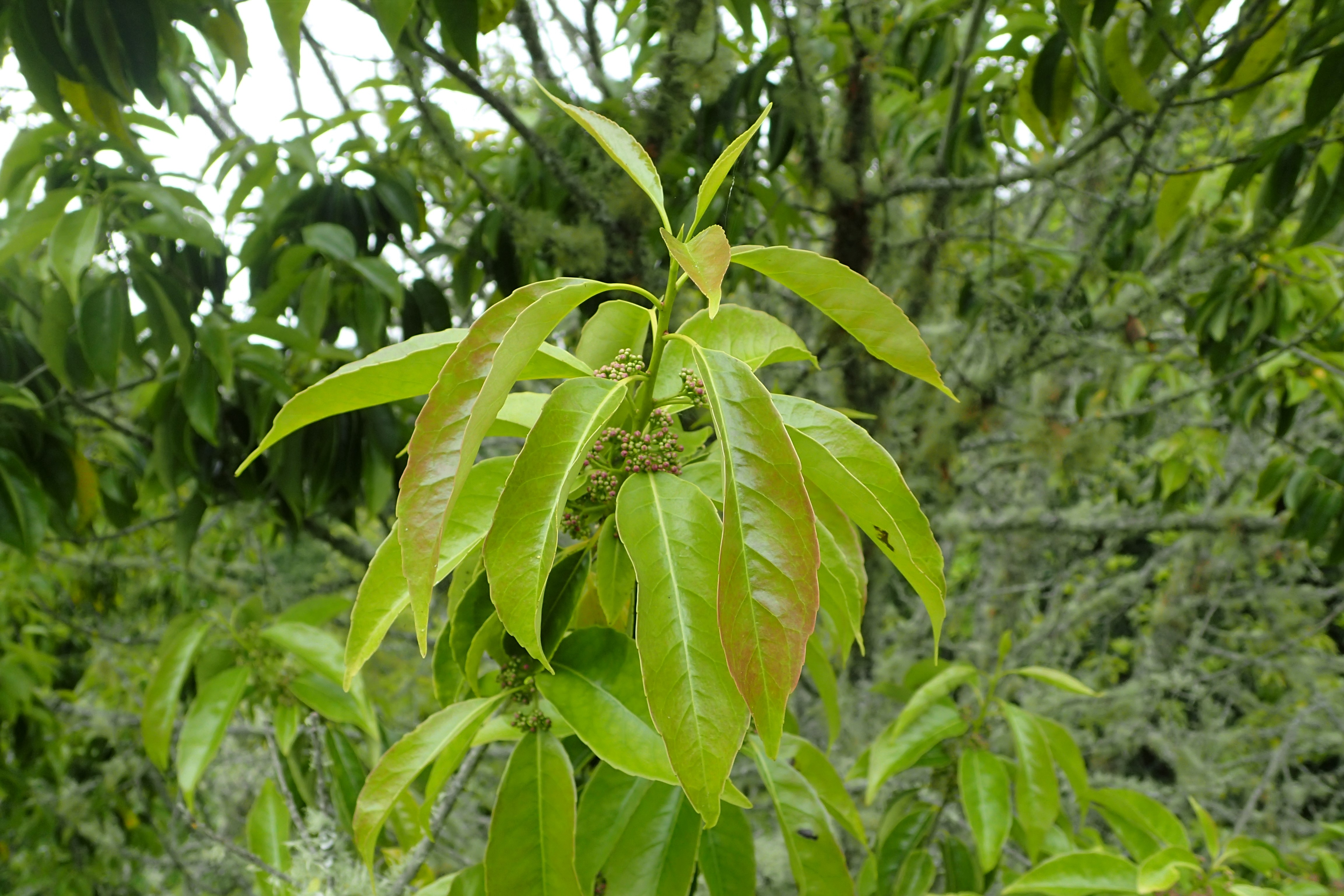
Ilex chinensis

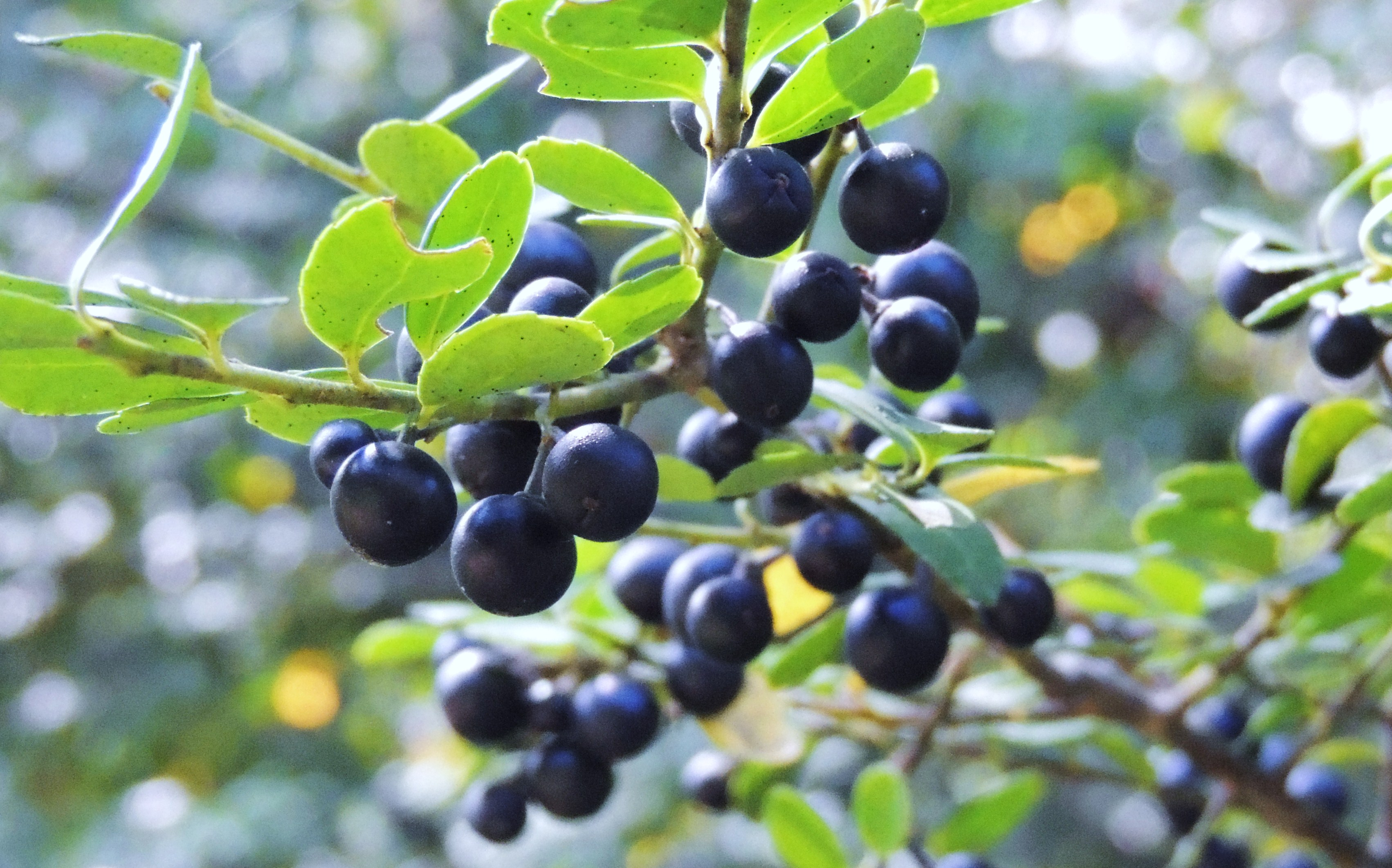
Ostrokrzew bukszpanowy

Ostrokrzew (Ilex L.) – rodzaj roślin z rodziny ostrokrzewowatych (Aquifoliaceae Bartl.). Liczy ponad 600 gatunków. Występują głównie w subtropikalnych strefach obydwu półkul na wszystkich kontynentach, przy czym centra zróżnicowania mają w Ameryce Południowej i Azji Południowo-Wschodniej. W Chinach występuje ponad 200 gatunków (w tym 170 endemitów), w Europie trzy gatunki (żaden z nich naturalnie nie rośnie w Polsce), 15 gatunków jest w Ameryce Północnej, a dwa w Australii. W naturze rośliny te zasiedlają najczęściej podmokłe lasy, często mokradła. Ich kwiaty zapylane są przez owady. Liczne gatunki zostały rozpowszechnione jako uprawne. W strefie klimatu umiarkowanego uprawianych jest ponad 50 gatunków i liczne ich kultywary. 
Popularnie uprawianym gatunkiem w Polsce jest ostrokrzew kolczasty I. aquifolium i jego mieszaniec z I. rugosa – ostrokrzew Meservy I. ×meserveae, w uprawie jest też ostrokrzew bukszpanowy I. crenata. Do popularnych roślin ozdobnych w świecie z tego rodzaju należą także: I. verticillata, mieszaniec I. aquifolium z I. perado – I. ×alttaclarensis, I. opaca, I. mucronata, I. purpurea.
Ważne znaczenie użytkowe ma ostrokrzew paragwajski I. paraguariensis, z którego zaparza się napój zwany mate. Napary sporządza się także z liści innych gatunków np. I. cassine, I. guayusa, I. kaushue. Białe i twarde drewno ostrokrzewu kolczastego było wykorzystywane przez dentystów. Generalnie twarde drzewo ostrokrzewów cenione jest do zastosowań budowlanych i stolarskich.

## Morfologia
PokrójKrzewy i drzewa osiągające do 25 m wysokości. Zwykle o gładkiej korze.
LiścieSkrętoległe, rzadziej naprzeciwległe. Zimozielone, rzadziej sezonowe. Ogonkowe, rzadziej siedzące, wsparte odpadającymi lub trwałymi, drobnymi przylistkami. Pojedyncze, całobrzegie, piłkowane lub kolczasto ząbkowane, w ostatnich przypadkach zwykle liście sztywne, skórzaste.
KwiatyDrobne, promieniste, rozdzielnopłciowe i zwykle dwupiennie rozmieszczone. Wyrastają w kątach liści pojedynczo lub skupione zwykle po kilka, rzadko w większej liczbie w wierzchotkowatych kwiatostanach, o bardzo zróżnicowanej budowie. Kielich jest trwały, złożony z 4–8 działek. Ma kształt miseczki lub naparstka, z drobnymi ząbkami. Płatków korony taka sama liczba. Są one zwykle zrośnięte w dolnej połowie i mają barwę białą lub kremową, rzadziej są zielone, różowe lub czerwone. Pręciki w liczbie 4–8, zrośnięte u nasady z płatkami. Zalążnia powstaje w wyniku zrośnięcia 2–9 owocolistków, z 1–2 zalążkami w każdym. Znamię główkowate lub tarczkowate umieszczone jest bezpośrednio nad zalążnią.
OwoceKulistawe lub elipsoidalne, mięsiste pestkowce, podobne do jagód, zwykle z 4–6 twardymi pestkami. Dojrzałe owoce są barwy czerwonej, brązowej lub czarnej (wyjątkowo zielonej, białej lub żółtej).

## Systematyka
Synonimy taksonomiczne

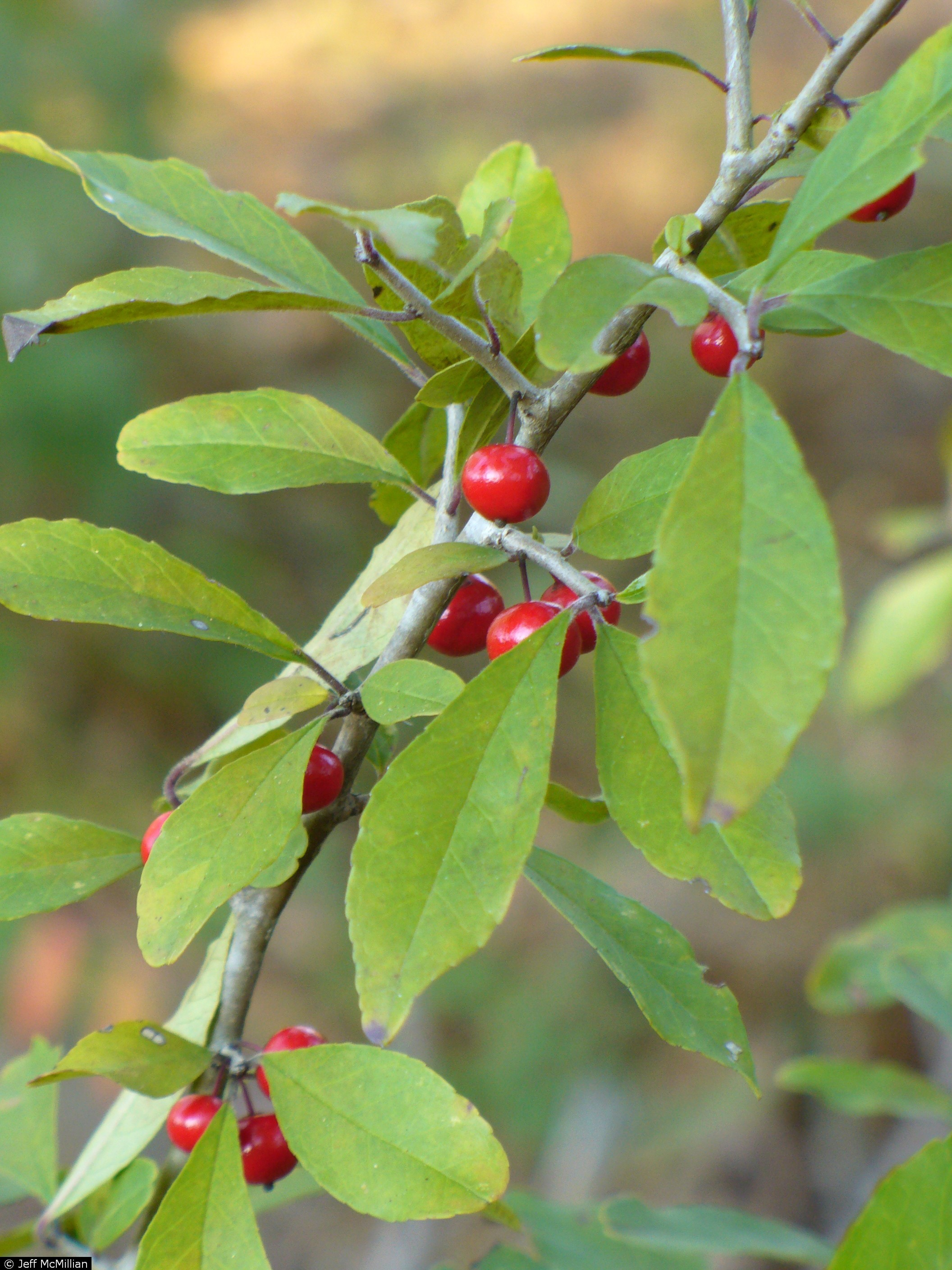
Ilex decidua

Agrifolium J. Hill, Aquifolium Mill.
Homonimy taksonomiczne
Ilex Mill.
Wykaz gatunków (gatunki zweryfikowane według The Plant List
- Ilex abscondita Steyerm.
- Ilex aculeolata Nakai
- Ilex acutidenticulata Steyerm.
- Ilex affinis Gardner
- Ilex aggregata (Ruiz & Pav.) Loes.
- Ilex altiplana Steyerm.
- Ilex amazonensis Edwin
- Ilex ambigua (Michx.) Torr.
- Ilex amboroica Loes.
- Ilex amelanchier M.A. Curtis ex Chapm.
- Ilex ampla I.M. Johnst.
- Ilex amplifolia Rusby
- Ilex amygdalina Reissek ex Loes.
- Ilex andicola Loes.
- Ilex angulata Merr. & Chun
- Ilex angustissima Reissek
- Ilex anodonta Standl. & Steyerm.
- Ilex anomala Hook. & Arn.
- Ilex anonoides Loesner
- Ilex apicidens N.E.Br.
- Ilex aquifolium L. – ostrokrzew kolczasty
- Ilex aracamuniana Steyerm.
- Ilex archeri Edwin
- Ilex ardisiifrons Reissek
- Ilex argentina Lillo
- Ilex arimensis (Loes.) Britton ex R.O.Williams
- Ilex arisanensis Yamam.
- Ilex asperula Mart.
- Ilex asprella (Hook. & Arn.) Champ. ex Benth.
- Ilex atabapoensis T.R.Dudley
- Ilex atrata W.W. Sm.
- Ilex auricula S.Andrews
- Ilex austrosinensis C.J. Tseng
- Ilex bahiahondica (Loes.) P.A. Gonzalez
- Ilex beadlei Ashe
- Ilex belizensis Lundell
- Ilex berteroi Loes.
- Ilex bidens C.Y. Wu
- Ilex bioritsensis Hayata
- Ilex biserrulata Loes.
- Ilex blanchetii Loes.
- Ilex boliviana Britton
- Ilex brachyphylla (Hand.-Mazz.) S.Y. Hu
- Ilex brandegeeana Loes.
- Ilex brasiliensis (Spreng.) Loes.
- Ilex brevicuspis Reissek
- Ilex brevipedicellata Steyerm.
- Ilex buergeri Miq.
- Ilex buswellii Small
- Ilex buxifolia Gardner
- Ilex buxoides S.Y. Hu
- Ilex cardonae Steyerm.
- Ilex caroliniana Trel.
- Ilex casiquiarensis Loes.
- Ilex cassine L.
- Ilex cauliflora H.W. Li
- Ilex centrochinensis S.Y. Hu
- Ilex cerasifolia Reissek
- Ilex chamaebuxus C.Y. Wu
- Ilex chamaedryfolia Reissek
- Ilex championii Loes.
- Ilex chapaensis Merr.
- Ilex chartaceifolia C.Y. Wu
- Ilex chengbuensis C.J. Qi & Q.Z. Lin
- Ilex chengkouensis C.J. Tseng
- Ilex cheniana T.R. Dudley
- Ilex chinensis Sims
- Ilex chingiana Hu & T. Tang
- Ilex chiriquensis Standl.
- Ilex chuniana S.Y. Hu
- Ilex ciliolata Steyerm.
- Ilex ciliospinosa Loes.
- Ilex cinerea Champ. ex Benth.
- Ilex clementis Britton & P.Wilson
- Ilex cochinchinensis (Lour.) Loes.
- Ilex colchica Pojark.
- Ilex colombiana Cuatrec.
- Ilex condensata Turcz.
- Ilex confertiflora Merr.
- Ilex congonhinha Loes.
- Ilex conocarpa Reissek
- Ilex corallina Franch.
- Ilex coriacea (Pursh) Chapm.
- Ilex cornuta Lindl. & Paxton
- Ilex costaricensis Donn.Sm.
- Ilex cowanii Wurdack
- Ilex crassifolioides Loes.
- Ilex crenata Thunb. – ostrokrzew bukszpanowy
- Ilex cubana Loes.
- Ilex culmenicola Steyerm.
- Ilex cumulicola Small
- Ilex cupreonitens C.Y. Wu
- Ilex curtissii (Fernald) Small
- Ilex cuthbertii Small
- Ilex cuzcoana Loes.
- Ilex cyrtura Merr.
- Ilex dabieshanensis K. Yao & M.B. Deng
- Ilex danielis Killip & Cuatrec.
- Ilex daphnogenea Reissek
- Ilex dasyclada C.Y. Wu
- Ilex dasyphylla Merr.
- Ilex davidsei Steyerm.
- Ilex decidua Walter
- Ilex dehongensis S.K. Chen & Y.X. Feng
- Ilex delavayi Franch.
- Ilex denticulata Wall. ex Wight
- Ilex dianguiensis C.J. Tseng
- Ilex dicarpa Y.R. Li
- Ilex dioica (Vahl) Griseb.
- Ilex diospyroides Reissek
- Ilex dipyrena Wall.
- Ilex discolor Hemsl.
- Ilex diuretica Mart. ex Reissek
- Ilex divaricata Mart. ex Reissek
- Ilex dolichopoda Merr. & Chun
- Ilex dubia (G. Don) Trel.
- Ilex dugesii Fernald
- Ilex duidae Gleason
- Ilex dumosa Reissek
- Ilex dunniana H. Lév.
- Ilex editicostata Hu & T. Tang
- Ilex elliptica Kunth
- Ilex elmerrilliana S.Y. Hu
- Ilex embelioides Hook.f.
- Ilex eoa Alain
- Ilex ericoides Loes.
- Ilex estriata C.J. Tseng
- Ilex euryaeformis Reissek
- Ilex euryoides C.J. Tseng
- Ilex excelsa (Wall.) Voigt
- Ilex fanshawei Edwin
- Ilex fargesii Franch.
- Ilex fengqingensis C.Y. Wu
- Ilex ferruginea Hand.-Mazz.
- Ilex ficifolia C.J. Tseng
- Ilex ficoidea Hemsl.
- Ilex floribunda Reissek ex Maxim.
- Ilex formosana Maxim.
- Ilex forrestii H.F. Comber
- Ilex fortunensis W.J. Hahn
- Ilex fragilis Hook.f.
- Ilex franchetiana Loes.
- Ilex friburgensis Loes.
- Ilex fukienensis S.Y. Hu
- Ilex gabinetensis Cuatrec.
- Ilex gabrielleana Loizeau & see Spichiger, Rodolphe Edouard
- Ilex gardneriana Wight
- Ilex georgei Comber
- Ilex gintungensis H.W. Li
- Ilex glabella Steyerm.
- Ilex glabra (L.) A. Gray
- Ilex glaucophylla Steyerm.
- Ilex glazioviana Loesner
- Ilex gleasoniana Steyerm.
- Ilex glomerata King
- Ilex godajam Colebr. ex Hook.f.
- Ilex goshiensis Hayata
- Ilex goudotii Loes.
- Ilex graciliflora Champ. ex Benth.
- Ilex gracilis C.J. Tseng
- Ilex gransabanensis Steyerm.
- Ilex guaiquinimae Steyerm.
- Ilex guangnanensis C.J. Tseng & Y.R. Li
- Ilex guayusa Loes.
- Ilex guianensis (Aubl.) Kuntze
- Ilex guizhouensis C.J. Tseng
- Ilex gundlachiana Loes.
- Ilex haberi (Lundell) W.J. Hahn
- Ilex hainanensis Merr.
- Ilex hanceana Maxim.
- Ilex hayatana Loes.
- Ilex hemiepiphytica W.J. Hahn
- Ilex herzogii Loes.
- Ilex hexandra Bello
- Ilex hippocrateoides Kunth
- Ilex hirsuta C.J. Tseng ex S.K. Chen & Y.X. Feng
- Ilex holstii Steyerm.
- Ilex hondurensis Standl.
- Ilex hookeri King
- Ilex huachamacariana Edwin
- Ilex hualgayoca Loizeau & see Spichiger, Rodolphe Edouard
- Ilex huana C.J. Tseng ex S.K. Chen & Y.X. Feng
- Ilex hylonoma Hu & T. Tang
- Ilex hypaneura Loes.
- Ilex ignicola Steyerm.
- Ilex imbricata Rusby
- Ilex insignis Hook.f.
- Ilex integerrima Reissek
- Ilex integra Thunb.
- Ilex intermedia Loes.
- Ilex intricata Hook.f.
- Ilex inundata Poepp. ex Reissek
- Ilex jauaensis Steyerm.
- Ilex jelskii Zahlbr.
- Ilex jenmanii Loes.
- Ilex jiaolingensis C.J. Tseng & H.H. Liu
- Ilex jinyunensis Z.M. Tan
- Ilex jiuwanshanensis C.J. Tseng
- Ilex julianii Edwin
- Ilex juttana Loizeau & see Spichiger, Rodolphe Edouard
- Ilex karuaiana Steyerm.
- Ilex kaushue S.Y. Hu
- Ilex kengii S.Y. Hu
- Ilex khasiana Purkay.
- Ilex kiangsiensis (S.Y. Hu) C.J. Tseng & B.W. Liu
- Ilex kobuskiana S.Y. Hu
- Ilex krugiana Loes.
- Ilex kunmingensis H.W. Li
- Ilex kunthiana Triana
- Ilex kusanoi Hayata
- Ilex kwangtungensis Merr.
- Ilex laevigata (Pursh) A. Gray
- Ilex lamprophylla Standl.
- Ilex lancilimba Merr.
- Ilex lasseri Edwin
- Ilex latifolia Thunb.
- Ilex latifrons Chun
- Ilex laureola Triana
- Ilex laurina Kunth
- Ilex liana S.Y. Hu
- Ilex liangii S.Y. Hu
- Ilex liebmannii Standl.
- Ilex liesneri Steyerm.
- Ilex lihuaensis T.R. Dudley
- Ilex linii C.J. Tseng
- Ilex litseifolia Hu & T. Tang
- Ilex lohfauensis Merr.
- Ilex longicaudata Comber
- Ilex longipes Chapm. ex Trel.
- Ilex longipetiolata Loes.
- Ilex longipilosa Steyerm.
- Ilex longzhouensis C.J. Tseng
- Ilex lonicerifolia Hayata
- Ilex loranthoides Mart. ex Reissek
- Ilex loretoica Loes.
- Ilex ludianensis S.C. Huang
- Ilex lundii Warm.
- Ilex maasiana Loizeau & see Spichiger, Rodolphe Edouard
- Ilex macarenensis Cuatrec.
- Ilex macbridiana Edwin
- Ilex macfadyenii (Walp.) Rehder
- Ilex machilifolia H.W. Li
- Ilex maclurei Merr.
- Ilex macrocarpa Oliv.
- Ilex macropoda Miq.
- Ilex macrostigma C.Y. Wu
- Ilex magnifructa Edwin
- Ilex maguirei Wurdack
- Ilex malabarica Bedd.
- Ilex mamillata C.Y. Wu ex C.J. Tseng
- Ilex mandonii Loes.
- Ilex manneiensis S.Y. Hu
- Ilex marahuacae Steyerm.
- Ilex marginata Edwin
- Ilex marlipoensis H.W. Li
- Ilex martiniana D.Don
- Ilex mathewsii Loes.
- Ilex maxima W.J.Hahn
- Ilex maximowicziana Loes.
- Ilex medogensis Y.R. Li
- Ilex melanophylla H.T. Chang
- Ilex melanotricha Merr.
- Ilex memecylifolia Champ. ex Benth.
- Ilex ×meserveae S.Y.Hu – ostrokrzew Meservy
- Ilex metabaptista Loes.
- Ilex mexicana (Turcz.) Black ex Hemsl.
- Ilex micrococca Maxim.
- Ilex microdonta Reissek
- Ilex microphylla Hook.
- Ilex micropyrena C.Y. Wu
- Ilex microstricta Loes.
- Ilex miguensis S.Y. Hu
- Ilex minimifolia Loes.
- Ilex mitis (L.) Radlk.
- Ilex montana Torr. & A. Gray
- Ilex mucronata (L.) M. Powell, Savol. & S. Andrews
- Ilex mucugensis Groppo
- Ilex myricoides Kunth
- Ilex myrtifolia Walter
- Ilex nanchuanensis Z.M. Tan
- Ilex nanningensis Hand.-Mazz.
- Ilex nayana Cuatrec.
- Ilex neblinensis Edwin
- Ilex nervosa Triana & Planch.
- Ilex ningdeensis C.J. Tseng
- Ilex nitidissima C.J. Tseng
- Ilex nothofagifolia Kingdon-Ward
- Ilex nubicola C.Y. Wu
- Ilex nuculicava S.Y. Hu
- Ilex nummularia Reissek
- Ilex obcordata Sw.
- Ilex oblonga C.J. Tseng
- Ilex obtusata Triana & Planch.
- Ilex occulta C.J. Tseng
- Ilex odorata Buch.-Ham. ex D.Don
- Ilex oligodonta Merr. & Chun
- Ilex oligoneura Loes.
- Ilex oliveriana Loes.
- Ilex omeiensis Hu & T. Tang
- Ilex opaca Aiton
- Ilex ovalifolia Bonpl. ex Miers
- Ilex ovalis (Ruiz & Pav.) Loes.
- Ilex pallida Standl.
- Ilex paltorioides Reissek
- Ilex paraguariensis A.St.-Hil. – ostrokrzew paragwajski
- Ilex paruensis Steyerm.
- Ilex parvifructa Edwin
- Ilex paujiensis Steyerm.
- Ilex pedunculosa Miq.
- Ilex peiradena S.Y. Hu
- Ilex pentagona S.K. Chen, Y.X. Feng & C.F. Liang
- Ilex perado Aiton
- Ilex perlata C. Chen & S.C. Huang
- Ilex pernervata Cuatrec.
- Ilex pernyi Franch.
- Ilex perryana S.Y. Hu
- Ilex petiolaris Benth.
- Ilex phillyreaefolia Reissek
- Ilex pingheensis C.J. Tseng
- Ilex pingnanensis S.Y. Hu
- Ilex polita Steyerm.
- Ilex polyneura (Hand.-Mazz.) S.Y. Hu
- Ilex polypyrena C.J. Tseng & B.W. Liu
- Ilex pringlei Standl.
- Ilex prostrata Groppo
- Ilex psammophila Reissek
- Ilex pseudo-odorata Loes.
- Ilex pseudobuxus Reissek
- Ilex pseudoebenacea Loes.
- Ilex pseudomachilifolia C.Y. Wu
- Ilex pseudotheezans Loes.
- Ilex pseudovaccinium Reissek ex Maxim.
- Ilex ptariana Steyerm.
- Ilex ptarima Steyerm.
- Ilex pubescens Hook. & Arn.
- Ilex pubigera (C.Y. Wu) S.K. Chen & Y.X. Feng
- Ilex pubilimba Merr. & Chun
- Ilex punctatilimba C.Y. Wu
- Ilex pyrifolia C.J. Tseng
- Ilex qianlingshanensis C.J. Tseng
- Ilex qingyuanensis C.Z. Zheng
- Ilex quercetorum I.M.Johnst.
- Ilex quitensis (Willd. ex Schult.) Loes.
- Ilex rarasanensis Sasaki
- Ilex reticulata C.J. Tseng
- Ilex retusa Klotzsch ex Reissek
- Ilex retusifolia S.Y. Hu
- Ilex riedlaei Loes.
- Ilex rimbachii Standl.
- Ilex robusta C.J. Tseng
- Ilex robustinervosa C.J. Tseng ex S.K. Chen & Y.X. Feng
- Ilex rockii S.Y. Hu
- Ilex rotunda Thunb.
- Ilex rubra S. Watson
- Ilex rugulosa Huber
- Ilex rupicola Kunth
- Ilex salicina Hand.-Mazz.
- Ilex sapiiformis Reissek
- Ilex sapotifolia Reissek
- Ilex savannarum Wurdack
- Ilex saxicola C.J. Tseng & H.H. Liu
- Ilex schwackeana Loes.
- Ilex scopulorum Kunth
- Ilex serrata Thunb.
- Ilex sessiliflora Triana & Planch.
- Ilex sessilifructa Edwin
- Ilex shennongjiaensis T.R. Dudley & S.C. Sun
- Ilex shimeica K.F. Kwok
- Ilex sideroxyloides (Sw.) Griseb.
- Ilex sikkimensis Kurz
- Ilex sinica (Loes.) S.Y. Hu
- Ilex sintenisii (Urb.) Britton
- Ilex sipapoana Edwin
- Ilex skutchii Edwin ex T.R.Dudley & W.J.Hahn
- Ilex socorroensis Brandegee
- Ilex soderstromii Edwin
- Ilex solida Edwin
- Ilex spinigera (Loes.) Loes.
- Ilex spinulosa Cuatrec.
- Ilex spruceana Reissek
- Ilex stellata W.J. Hahn
- Ilex sterrophylla Merr. & Chun
- Ilex stewardii S.Y. Hu
- Ilex steyermarkii Edwin
- Ilex strigillosa T.R. Dudley
- Ilex suaveolens (H. Lév.) Loes.
- Ilex subcordata Reissek
- Ilex subcoriacea Z.M. Tan
- Ilex subcrenata S.Y. Hu
- Ilex suber Loes.
- Ilex subficoidea S.Y. Hu
- Ilex sublongecaudata C.J. Tseng
- Ilex subodorata S.Y. Hu
- Ilex subrotundifolia Steyerm.
- Ilex subrugosa Loes.
- Ilex sugerokii Maxim.
- Ilex suichangensis C.Z. Zheng
- Ilex summa Steyerm.
- Ilex suprema Cuatrec.
- Ilex suzukii S.Y. Hu
- Ilex synpyrena C.J. Tseng
- Ilex syzygiophylla C.J. Tseng ex S.K. Chen & Y.X. Feng
- Ilex szechwanensis Loes.
- Ilex tadiandamolensis Kesh.Murthy, Yogan. & Vasud.Nair
- Ilex taiwanensis (S.Y. Hu) H.L. Li
- Ilex tamii T.R. Dudley
- Ilex tarapotina Loes.
- Ilex tateana Steyerm.
- Ilex taubertiana Loes.
- Ilex tectonica W.J.Hahn
- Ilex tenuis C.J. Tseng
- Ilex tepuiana Steyerm. ex Edwin
- Ilex teratopis Loes.
- Ilex tetramera (Rehder) H.Y. Zou
- Ilex theezans Mart.
- Ilex thyrsiflora Klotzsch ex Reissek
- Ilex tiricae Edwin
- Ilex tonii Lundell
- Ilex trachyphylla Loes.
- Ilex trichocarpa H.W. Li
- Ilex trichoclada Loes.
- Ilex trichothyrsa Loes.
- Ilex triflora Blume
- Ilex truxillensis Turcz.
- Ilex tsangii S.Y. Hu
- Ilex tsiangiana C.J. Tseng
- Ilex tsoi Merr. & Chun
- Ilex tugitakayamensis Sasaki
- Ilex tutcheri Merr.
- Ilex uaramae Edwin
- Ilex uleana Loes.
- Ilex umbellata Klotzsch ex Reissek
- Ilex umbellulata (Wall.) Loes.
- Ilex uniflora Benth.
- Ilex uraiensis Mori & Yamamoto
- Ilex urbaniana Loes. ex Urb.
- Ilex vacciniifolia Klotzsch ex Reissek
- Ilex valenzuelana Alain
- Ilex velutina Mart. ex Reissek
- Ilex venezuelensis Steyerm.
- Ilex venosa C.Y. Wu
- Ilex venulosa Hook.f.
- Ilex verisimilis C.J. Tseng ex S.K. Chen & Y.X. Feng
- Ilex verticillata (L.) A. Gray
- Ilex vesparum Steyerm.
- Ilex victorinii Alain
- Ilex villosula Loes.
- Ilex virgata Loes.
- Ilex viridis Champ. ex Benth.
- Ilex vismiifolia Reissek
- Ilex vitiensis A.Gray
- Ilex vomitoria Aiton
- Ilex vulcanicola Standl.
- Ilex walkeri Wight & Gardner ex Thwaites
- Ilex walsinghamii R.A.Howard
- Ilex wangiana S.Y. Hu
- Ilex wardii Merr.
- Ilex wattii Loes.
- Ilex weberlingii Loizeau & see Spichiger, Rodolphe Edouard
- Ilex wenchowensis S.Y. Hu
- Ilex wightiana Wall. ex Wight
- Ilex williamsii Standl.
- Ilex wilsonii Loes.
- Ilex wuana T.R. Dudley
- Ilex wugongshanensis C.J. Tseng
- Ilex wurdackiana Steyerm.
- Ilex xiaojinensis Y.Q. Wang & P.Y. Chen
- Ilex xizangensis Y.R. Li
- Ilex yangchunensis C.J. Tseng
- Ilex yuana S.Y. Hu
- Ilex yunnanensis Franch.
- Ilex yurumanguinis Cuatrec.
- Ilex yutajensis Wurdack
- Ilex zhejiangensis C.J. Tseng